# Halbtrockenrasen an der Flutrinne Mickten/Kaditz
Der Halbtrockenrasen an der Flutrinne Mickten/Kaditz ist ein als Flächennaturdenkmal (ND 40) ausgewiesenes Areal der Kaditzer Flutrinne, einem Altarm der Elbe in Dresden. Es erstreckt sich auf einem 1,4 km langen Streifen (mit Unterbrechungen an den Verkehrsbauwerken) entlang der nördlichen Böschung der Flutrinne und stellt deren südexponierte Teile unter Schutz.

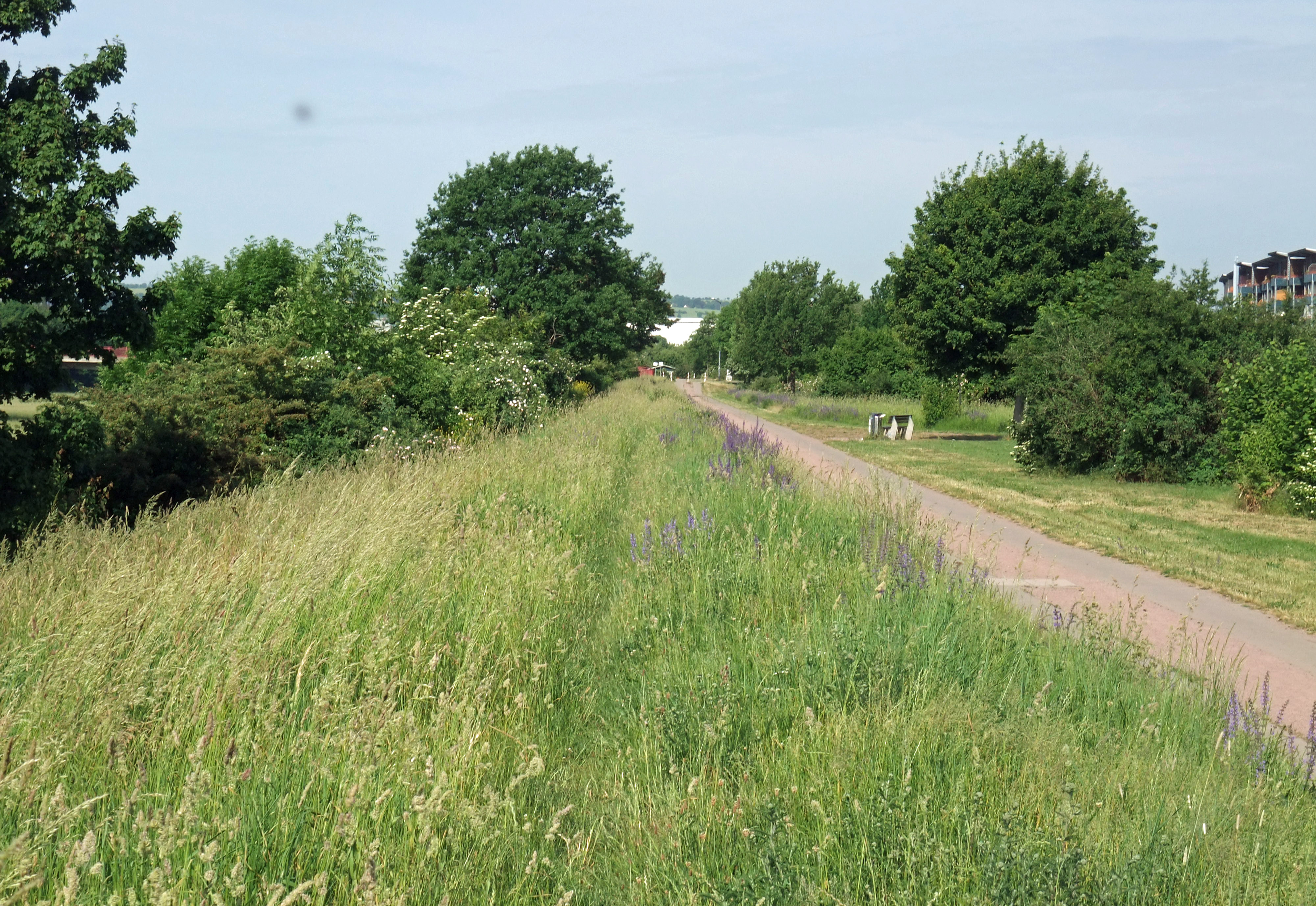
Halbtrockenrasen an der Flutrinne Mickten/Kaditz (links) im mittleren Abschnitt, 2017

Das geschützte Gebiet reicht im Westen von der unteren Hangkante der Böschung der Bundesautobahn 4 bis zur Bebauung an der Böcklinstraße im Osten, etwa 120 Meter von der Elbe entfernt. Der Großteil davon liegt im Stadtteil Mickten, ein etwa 70 Meter langes Stück zwischen Stadtteilgrenze und Autobahn liegt in Kaditz.
Die Fläche des geschützten Bereichs wird in der Verordnung der Landeshauptstadt Dresden über das Flächennaturdenkmal „Halbtrockenrasen an der Flutrinne Mickten/Kaditz“ vom 9. Mai 1996, bezugnehmend auf den Stand vom 10. Mai 1993, mit 3,2 Hektar angegeben. Während der Umweltatlas der Stadt Dresden in der 5., überarbeiteten Auflagen aus dem Jahr 2008 ebenfalls diese Fläche ausweist, wird sie in der 6., überarbeiteten Auflage von 2014 mit 4,0 Hektar angegeben.
Schutzzweck ist die Sicherung und Pflege eines Halbtrockenrasens mit den dort lebenden charakteristischen, seltenen und gefährdeten Tier- und Pflanzenarten. Die Flora umfasst über 70 Arten, darunter Feld-Mannstreu (Eryngium campestre), Färberwaid (Isatis tinctoria) und Wiesensalbei (Salvia pratensis). Der Halbtrockenrasen ist oder war Lebensraum einer Rebhuhnpopulation.
Am östlich gegenüberliegenden Elbufer ist die Glatthaferwiese im Ostragehege ebenfalls als Flächennaturdenkmal ausgewiesen.